# Luetkenotyphlus brasiliensis
Luetkenotyphlus brasiliensis là một loài động vật lưỡng cư trong họ Siphonopidae. Chúng có hình dạng giống như giun đất, thường được tìm thấy ở tỉnh Misiones ở miền bắc Argentina và về phía bắc đến bang São Paulo ở Brasil; đôi khi có thể xuất hiện ở Paraguay.
L brasiliensis là một loài ít được biết đến. Môi trường sống chủ yếu của chúng là trong rừng, nhưng đôi khi chúng cũng được tìm thấy trong các khu vườn đô thị. Điều này cho thấy chúng là loài có khả năng thích nghi tốt với môi trường sống.